# Fale (osada)

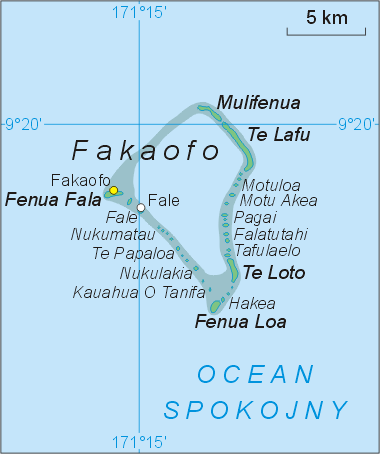
Mapa wyspy

Fale – miejscowość w Tokelau (terytorium stowarzyszone z Nową Zelandią). Według danych szacunkowych na rok 2011 liczy 199 mieszkańców. Jest jedną z dwóch osad atolu Fakaofo, położona na wyspie o tej samej nazwie. 
Osadnictwo zostało tam założone w 1960 roku. Rybołówstwo jest ważne dla lokalnej gospodarki i dostaw żywności. 
W osadzie mieszczą się: budynki administracyjne, sklepy spożywcze, poczta i posterunek policji. Jednak szkoła, szpital i sklep z telefonami znajdują się na wyspie Fenua Fala, dokąd kilka razy dziennie wypływa łódź. Na Fale znajduje się również niewielki port który kursuje do miejscowości Nukunonu na atolu o tej samej nazwie. 